# Tęczowa swasta
Tęczowa swasta – album studyjny polskiego piosenkarza Macieja Maleńczuka z zespołem Psychodancing. Wydawnictwo ukazało się 18 listopada 2014 roku nakładem wytwórni muzycznej Sony Music Entertainment Poland.
Płyta dotarła do 12. miejsca polskie listy przebojów (OLiS) i uzyskała certyfikat złotej. Pochodząca z albumu piosenka tytułowa dotarła do 1. miejsca listy TurboTop emitowanej na antenie stacji radiowej Antyradio.
Materiał był promowany teledyskami do utworów "Vladimir"	, "Tęczowa swasta", "Cygańska dusza" oraz "PZPR".

## Lista utworów
Źródło.
1. "Tęczowa swasta" - 3:14
2. "Płytki Dól" - 3:20
3. "Pzpr - 3:25
4. "Nie Proś do Siebie Złych Mocy" - 5:27
5. "Teofil Pedofil" - 3:56
6. "Totalny Dym" - 2:38
7. "Emeryt Embrion" - 3:07
8. "Diabeł w Wiosce" - 5:15
9. "Naczelny Prorok" - 4:05
10. "Kosa Tango" - 3:10
11. "Chłopcy z Miasta - (Nie tak)" - 3:51
12. "Cygańska Dusza" - 2:53
13. "Postman" - 4:51
14. "Hokej" - 3:42
15. "Freud" - 5:45
16. "Reinkarnacja" - 6:44
17. "Vladimir" - 2:32